# Clara Copponi
Clara Copponi (* 12. Januar 1999 in Aix-en-Provence) ist eine französische Radrennfahrerin, die Rennen auf der Straße und auf der Bahn bestreitet.

## Sportliche Laufbahn
2013 wurde Clara Copponi französische Junioren-Meisterin im Straßenrennen, 2016 gewann sie die Junioren-Auflage des Trofeo Alfredo Binda. Im Jahr darauf startete sie mit Laura da Cruz, Marie Le Net und Valentine Fortin bei den Bahnweltmeisterschaften der Junioren und errang Bronze.
Ab 2018 fuhr Copponi in der Elite und wurde im selben Jahr Vize-Europameisterin im Ausscheidungsfahren. Bei den französischen Meisterschaften 2020 wurde sie Dritte im Straßenrennen. 2020 sowie 2021 belegte sie mit Marie Le Net bei Weltmeisterschaften im Zweier-Mannschaftsfahren Platz zwei. Sie startete bei den Olympischen Spielen in Tokio in zwei Wettbewerben: Im Omnium belegte sie Platz acht und im Zweier-Mannschaftsfahren mit Le Net Platz fünf. 2022 errang sie mit Marion Borras, Valentine Fortin und Victoire Berteau bei den Bahnweltmeisterschaften die Bronzemedaille und bei den Europameisterschaften im Jahr darauf mit Berteau die Silbermedaille im Zweier-Mannschaftsfahren. Seit 2019 Mitglied im Straßenradsportteam FDJ, erzielte sie in der Saison 2022 mit dem Gewinn des Eintagesrennens Choralis Fourmies Féminine und der ersten Etappe der Women’s Tour ihre ersten Siege auf der Straße. 2023 stand sie erneut auf dem Podium der Bahnradsport-Europameisterschaften und -Weltmeisterschaften.
Zur Saison 2024 wechselte Copponi nach fünf Jahren beim Team FDJ zum Team Lidl-Trek. In die Saison 2024 startete sie mit dem Gewinn der Bahnradsport-Europameisterschaften im Scratch. Bei den Olympischen Sommerspielen 2024 in Paris belegte sie jeweils den fünften Platz mit dem Team in der Mannschaftsverfolgung und mit Marion Borras im Madison. Auf der Straße verpasste sie bei den Europameisterschaften als Vierte im Straßenrennen nur knapp die Medaillenränge.

## Diverses
Ein älterer Bruder von ihr ist der ehemalige Radrennfahrer Thomas Copponi.

## Erfolge

### Bahn
2016
- Junioren-Weltmeisterschaft – Mannschaftsverfolgung (mit Pauline Clouard, Typhaine Laurence und Valentine Fortin)

2017
- Junioren-Weltmeisterschaft – Mannschaftsverfolgung (mit Laura da Cruz, Marie Le Net und Valentine Fortin)
- Französische Junioren-Meisterin – Verfolgung

2018
- U23-Europameisterschaft – Ausscheidungsfahren
- Französische Meisterin – Zweier-Mannschaftsfahren (mit Laurie Berthon), Mannschaftsverfolgung (mit Laurie Berthon, Marion Borras und Valentine Fortin)

2019
- U23-Europameisterschaft – Omnium, Mannschaftsverfolgung (mit Valentine Fortin, Marion Borras und Marie Le Net)
- Französische Meisterin – Omnium, Zweier-Mannschaftsfahren (mit Coralie Demay), Mannschaftsverfolgung (mit Maéva Paret-Peintre, Marion Borras und Valentine Fortin)

2020
- Weltmeisterschaft – Zweier-Mannschaftsfahren (mit Marie Le Net)

2021
- Weltmeisterschaft – Zweier-Mannschaftsfahren (mit Marie Le Net)

2022
- Europameisterschaft – Omnium, Zweier-Mannschaftsfahren (mit Marion Borras)
- Europameisterschaft – Mannschaftsverfolgung (mit Marion Borras, Valentine Fortin und Victoire Berteau)
- Weltmeisterschaft – Zweier-Mannschaftsfahren (mit Valentine Fortin)
- Weltmeisterschaft – Mannschaftsverfolgung (mit Marion Borras, Valentine Fortin und Victoire Berteau)

2023
- Europameisterschaft – Zweier-Mannschaftsfahren (mit Victoire Berteau)
- Nations Cup in Kairo – Zweier-Mannschaftsfahren (mit Valentine Fortin), Mannschaftsverfolgung (mit Valentine Fortin, Marion Borras, Marie Le Net, Victoire Berteau)
- Weltmeisterschaft – Mannschaftsverfolgung (mit Marie Le Net, Marion Borras, Valentine Fortin und Victoire Berteau), Zweier-Mannschaftsfahren (mit Victoire Berteau)

2024
- Europameisterin – Scratch
- Französische Meisterin – Omnium, Mannschaftsverfolgung (mit Lara Lallemant, Valentine Fortin und Marie Patouillet)

### Straße
2013
- Französische Junioren-Meisterin – Straßenrennen

2016
- Trofeo Alfredo Binda (Juniorinnen)

2022
- eine Etappe The Women’s Tour
- Choralis Fourmies Féminine

2025
- Schwalbe Women’s One Day Classic
- Grand Prix Mazda Schelkens